# Den mystiska stjärnan

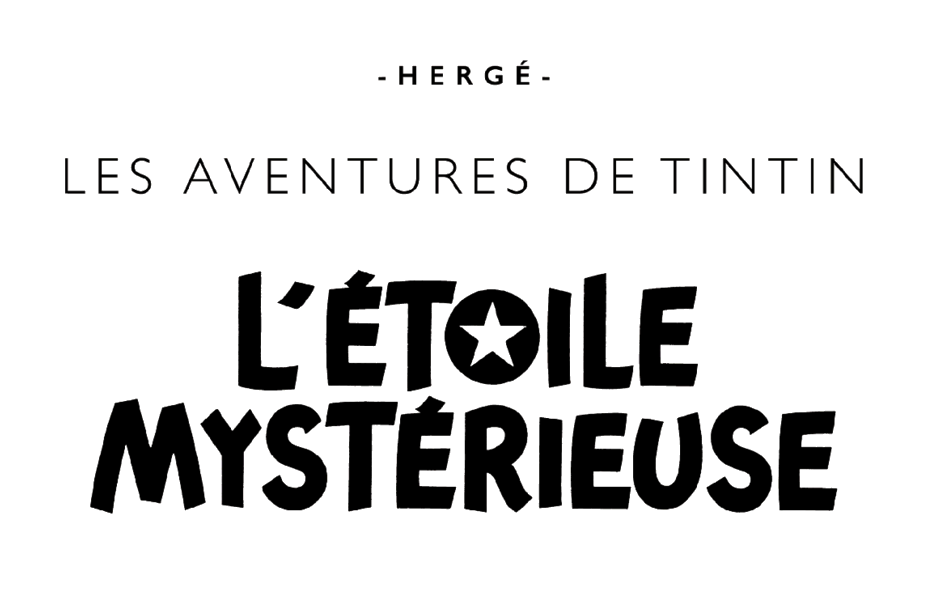

Den mystiska stjärnan, fransk originaltitel: L'Étoile mystérieuse, är det tionde i en serie klassiska seriealbum, skrivna och illustrerade av belgiske serietecknaren Hergé, vars huvudperson är unge reportern Tintin.
Den mystiska stjärnan publicerades som seriealbum på franska 1942, efter att serien publicerats 20 oktober 1941–21 maj 1942. Albumet översattes 1960 för första gången till svenska, som Bonniers Tintin-album nummer 2. 1972 återutgavs den av Carlsen/if.

## Synopsis
När staden blir varmare än vanligt, och asfalten smälter under skorna, noterar Tintin att den välbekanta Karlavagnen har en extra "stjärna" som tycks växa i storlek. Tintin går till astronomen Ferdinand Flintén på stadens observatorium och får veta att jorden kommer att träffas av ett objekt från yttre rymden. Fyndet får domedagsprofeterna att samlas, men Tintin lyckas hålla sig lugn. Det visar sig att vetenskapsmännen gjort en felberäkning. Asteroiden passerar på säkert avstånd, men en mindre del bryts loss och faller ned i havet nära Grönland, så att ett jordskalv drabbar jorden. Observatoriet upptäcker att meteoriten består av en okänd metall. Eftersom den slog ner i havet och förmodligen sjönk blir professorn förtvivlad, tills Tintin misstänker att meteoriten på grund av sin storlek kanske sticker upp en bit ovanför vattenytan.
Tintin, kapten Haddock, Flintén, Paul Cantonneau och några andra åker med fartyget Aurora på expedition till Norra ishavet för att leta reda på den stora stenen som forskarna hoppas ska ge många insikter om yttre rymden. Men samtidigt ger sig ett annat fartyg ut, Peary, och det blir kapplöpning om stenen.

## Övrigt
- Den domedagsstämning som präglar inledningen har av många tolkats som den stämning som rådde under Andra världskriget, då berättelsen skrevs.[2]
- USA var tidigare det land som låg bakom Pearys expedition, men ersattes senare av det fiktiva São Rico på grund av de amerikanska förläggarna.
- Affärsmannen som finansierar Pearys expedition kan ses som en karikatyr av en jude och bar ursprungligen det judiskt klingande efternamnet Blumenstein. Hergé ångrade senare detta och beslöt ersätta namnet med det som han trodde harmlösa Bohlwinkel, en förvrängning av Brysseldialektens "bollewinkel" som betyder karamellbutik, men upptäckte senare att även Bohlwinkel var ett etablerat judiskt efternamn.